# 林堡南站
林堡南站是科隆—莱茵／美因高速铁路的一座中间站，位于德国黑森。

## 车站结构
本站为地面一层侧式越行站（2台4线）。

### 车站楼层
| 地面 | 站厅     | 售票处、候车区、进站口、出站口                                     |  |  |
|      | 侧式站台 |                                                                    |  |  |
|      | 上行站台 | 科隆—莱茵／美因高速铁路 法兰克福火车总站方向（下站：法兰克福机场） |  |  |
|      |          | 科隆—莱茵／美因高速铁路 法兰克福火车总站方向越行线                 |  |  |
|      |          | 科隆—莱茵／美因高速铁路 科隆火车总站方向越行线                     |  |  |
|      | 下行站台 | 科隆—莱茵／美因高速铁路 科隆火车总站方向（下站：蒙塔鲍尔）         |  |  |
|      | 侧式站台 |                                                                    |  |  |

## 客流量
自本站启用以来，二楼180平方米的区域基本上空无一人。然而，德国铁路公司于2013年计划在本站建立DB Energie的控制室。